# Ballon sauteur

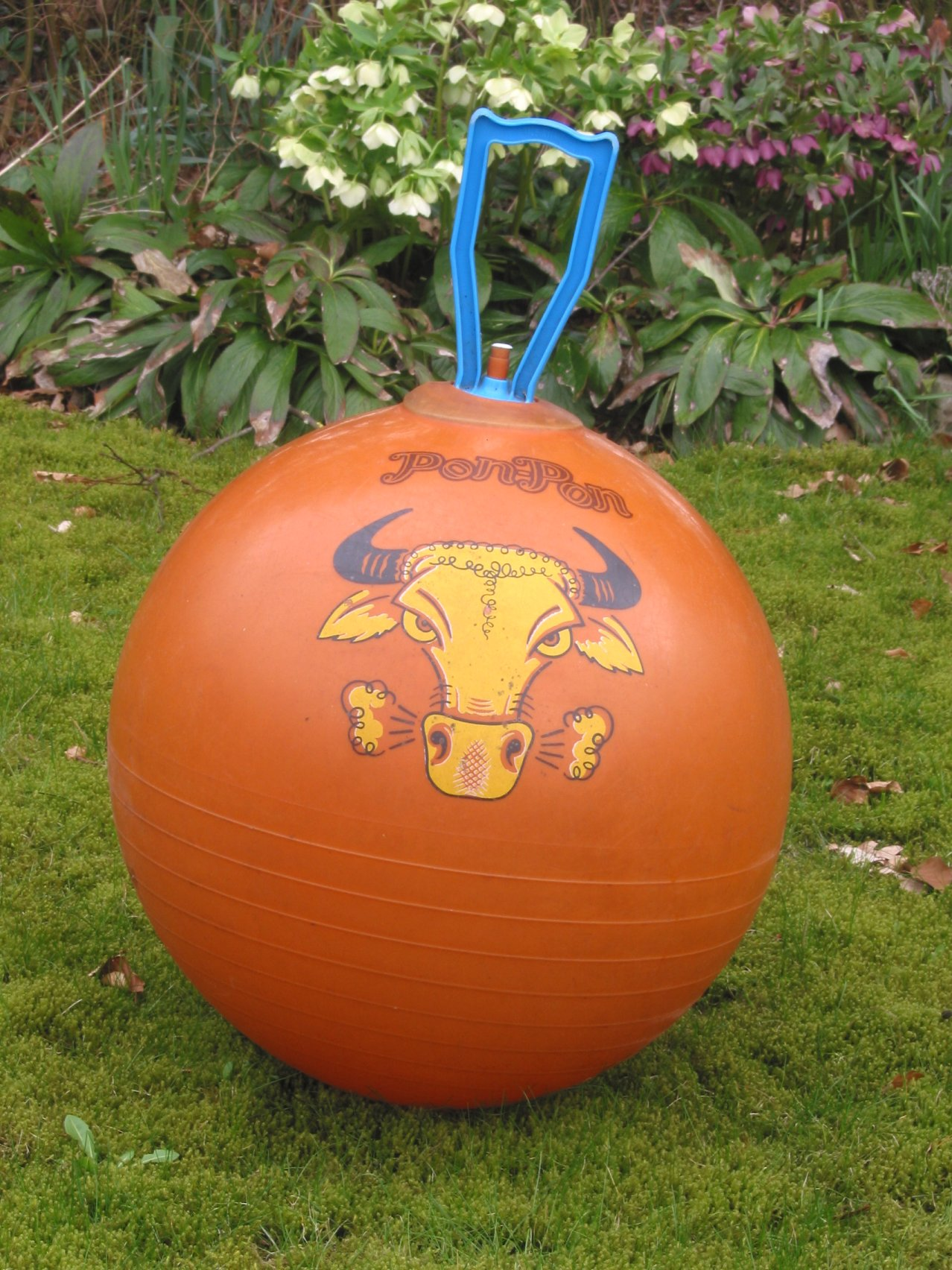
Un ballon sauteur.

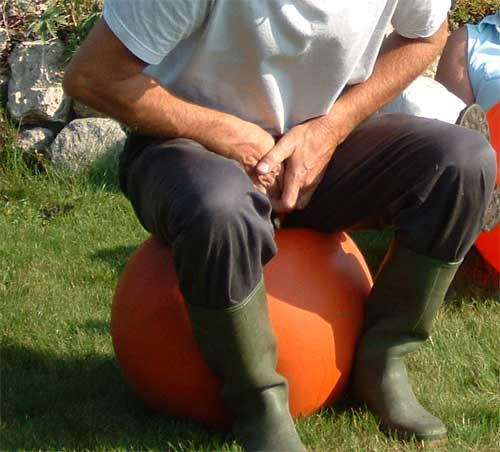
Un ballon sauteur chevauché par son utilisateur.

Un ballon sauteur est un ballon en matière synthétique équipé de poignées. Il permet à son utilisateur de se déplacer par bonds en combinant la force de propulsion des jambes à la résilience du ballon.
Le personnage de bande dessinée Gaston Lagaffe apparaît dans la planche N° 513 sur un ballon-sauteur qui l'emmène rejoindre un avion long-courrier.
Ce type de ballon est utilisé comme accessoire d'exercice en psychomotricité. Ces ballons existent dans diverses dimensions allant d'un diamètre de 45 cm à 75 cm pour s'adapter à la taille du joueur.